# Juris Hartmanis
Juris Hartmanis (Riga, 5 de julio de 1928-29 de julio de 2022) fue un prominente científico de la computación letón.

## Biografía
Junto con Richard E. Stearns, recibió en 1993 el Premio Turing de la ACM «en reconocimiento de su artículo original que estableció los fundamentos del campo de la teoría de la complejidad computacional».
Nacido en Letonia, se mudó a Alemania tras la Segunda Guerra Mundial. Recibió lo equivalente a una licenciatura en Física por la Universidad de Marburg, emigrando después a los Estados Unidos para estudiar su título de Máster en matemática aplicada por la Universidad de Kansas City (hoy en día conocida como la Universidad de Misuri-Kansas City). Se doctoró en matemáticas por Caltech.
Después, trabajó para el Laboratorio de Investigación de General Electric, desarrollando los principios de las ciencias de la computación. En 1965, se unió al profesorado de la Universidad de Cornell, donde ayudaría a crear su Departamento de Ciencias de la Computación, del que sería su primer decano.